# Vepřovice

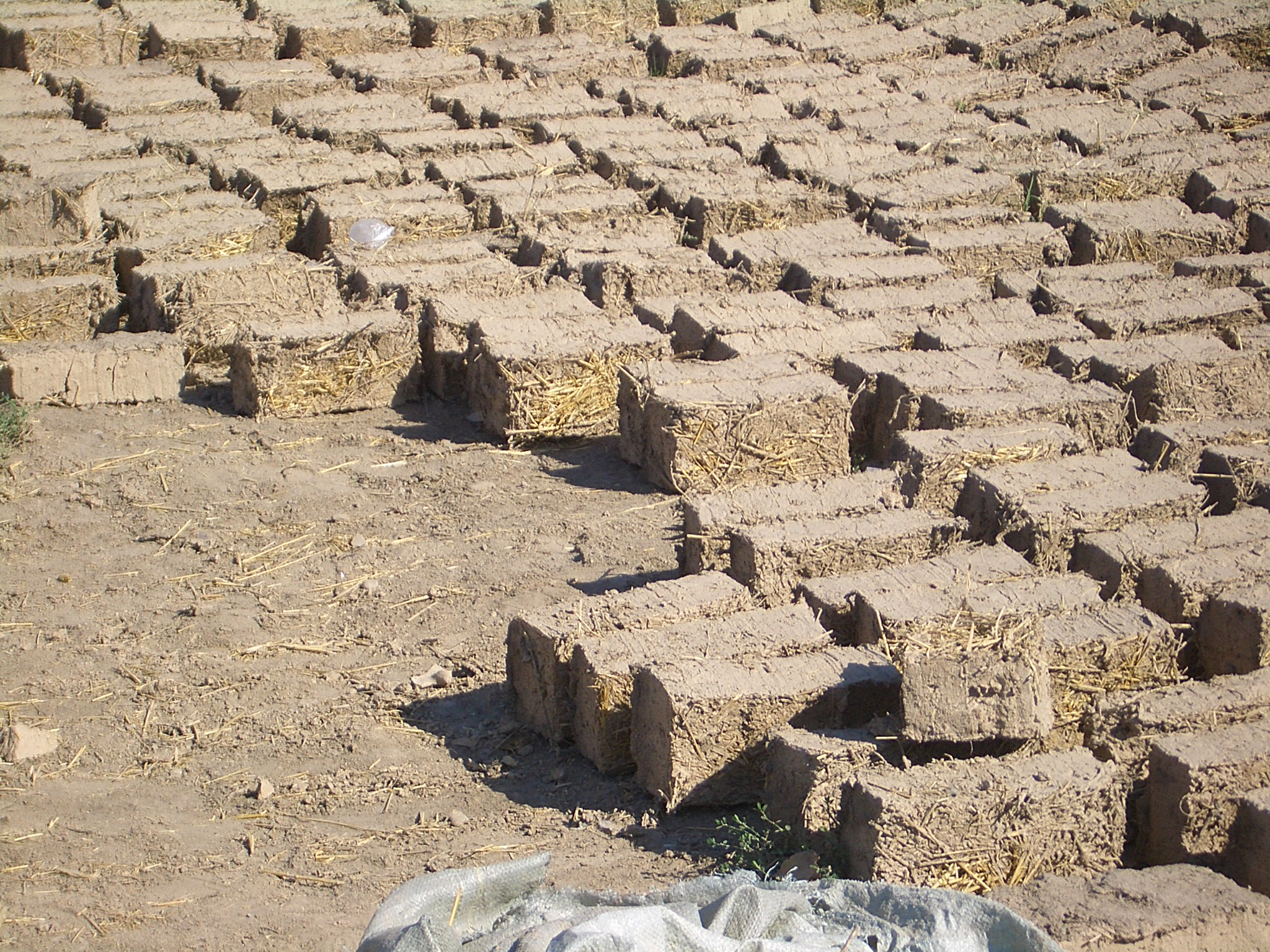
Vepřovice (Milyanfan, Kyrgyzstán)

Vepřovice, též vepříky nebo kotovice, v mnoha jazycích světa nazývané adobe, jsou cihly z nepálené hlíny a také se oběma těmito názvy označují stavby z tohoto materiálu. Na Moravě – v její bývalé německé části – se dodnes udržela zkomolenina kotovice z německého slova Kotziegel = cihla z bláta. Existuje celá řada dalších místních pojmenování.
Se stavbami z nepálené hlíny je možné se setkat po celém světě.

## Materiál pro výrobu vepřovic
Jako materiál pro výrobu vepřovic se používá hlína, nejlépe jílovitá. Dalšími přísadami jsou: vápno, sláma, plevy, písek, chlévská mrva. Avšak ne každá hlína se dá použít, některé hlíny s malou vazností se pro výrobu vepřovic nehodí. Například hlíny s vysokým podílem prachu, některé druhy písčitých hlín a hlíny s vysokým obsahem organických materiálů.

## Výroba vepřovic
Výroba vepřovic je velmi jednoduchá. Vhodné suroviny, které jsou v místě stavby dostupné – hlína, plevy, sláma, chlévská mrva se promísí s dostatečným množstvím vody. Tyto suroviny je potřeba smíchat v určitém poměru a tento poměr se stanoví podle vaznosti hlíny. K hlíně podle její vaznosti se přidává podíl písku, plev a eventuálně chlévské mrvy. Tento podíl je stanoven jednoduchou zkouškou. Pokud cihla rozpraskala a její části jsou pevné, je potřeba písku přidat, pokud však cihla nedrží pohromadě, je potřeba písku ubrat, nebo přidat vazného jílu. Dále se provádí homogenizace takové hmoty ušlapáváním nebo dusáním. Potom se hlína v kašovitém stavu upěchuje do připravených forem a nechává vyschnout na slunci. Přidáním chlévské mrvy do směsi lze dosáhnout větší odolnosti cihly proti vodě. Tyto cihly byly tmavší a používaly se na zakládání stavby. Jiný technologický postup je postavit vepřovicové sloupy kolem dveří a oken, pak z obou stran přiložit desky jako bednění a napěchovat tam jílovou hmotu podobného složení jako u vepřovicových cihel nebo válků jen s menším obsahem vody. Říká se tomu nabíjené zdivo – nabíjenice. Tyto zdi byly objeveny i ve městech a dokonce i u patrových měšťanských domů (Mikulov). Tento způsob stavění se používal hlavně po vyhoření města z ekonomických důvodů. Domy stojí dodnes.

## Vlastnosti vepřovic
Toto jsou vlastnosti dnes vyráběných hliněných cihel, jejich vlastnosti jsou podobné s běžnou vepřovicí.
- hustota cca 2000 kg/m³
- pevnost v tlaku < 5,0 MPa
- přídržnost 0,3 N/mm²
- koeficient tepelné vodivosti (λ) > 1,30 W/m.K
- tepelný odpor zdi 40 cm (R) 0,35 K/W
- difuze vlhkosti (m) < 10
- hmotnostní aktivita _226 Ra 140 mm
- zvuková izolace zdi tloušťky 40 cm 56 dB
- směrná pracnost zdění cca 1,1 hod/m² [zdroj⁠?!]

Vepřovice mají poměrně dobré akumulační vlastnosti, lepší než pálená cihla, stejně tak mají větší schopnost pohlcovat ze vzduchu vodní páry, pachy. Proto jsou dnes nepálené cihly opět velmi vyhledávaným artiklem pro vytváření moderních ekologických interiérů domů. Dokonce existují firmy, které za tímto účelem původní vepřovice vykupují. Pro vhodné interní mikroklima se jedná o ideální materiál. Vepřovice neodolávají vlhkosti ani dešti. Při opakovaném namáčení vepřovic dochází cca do 2 let k totální destrukci tohoto materiálu.

## Ve světě

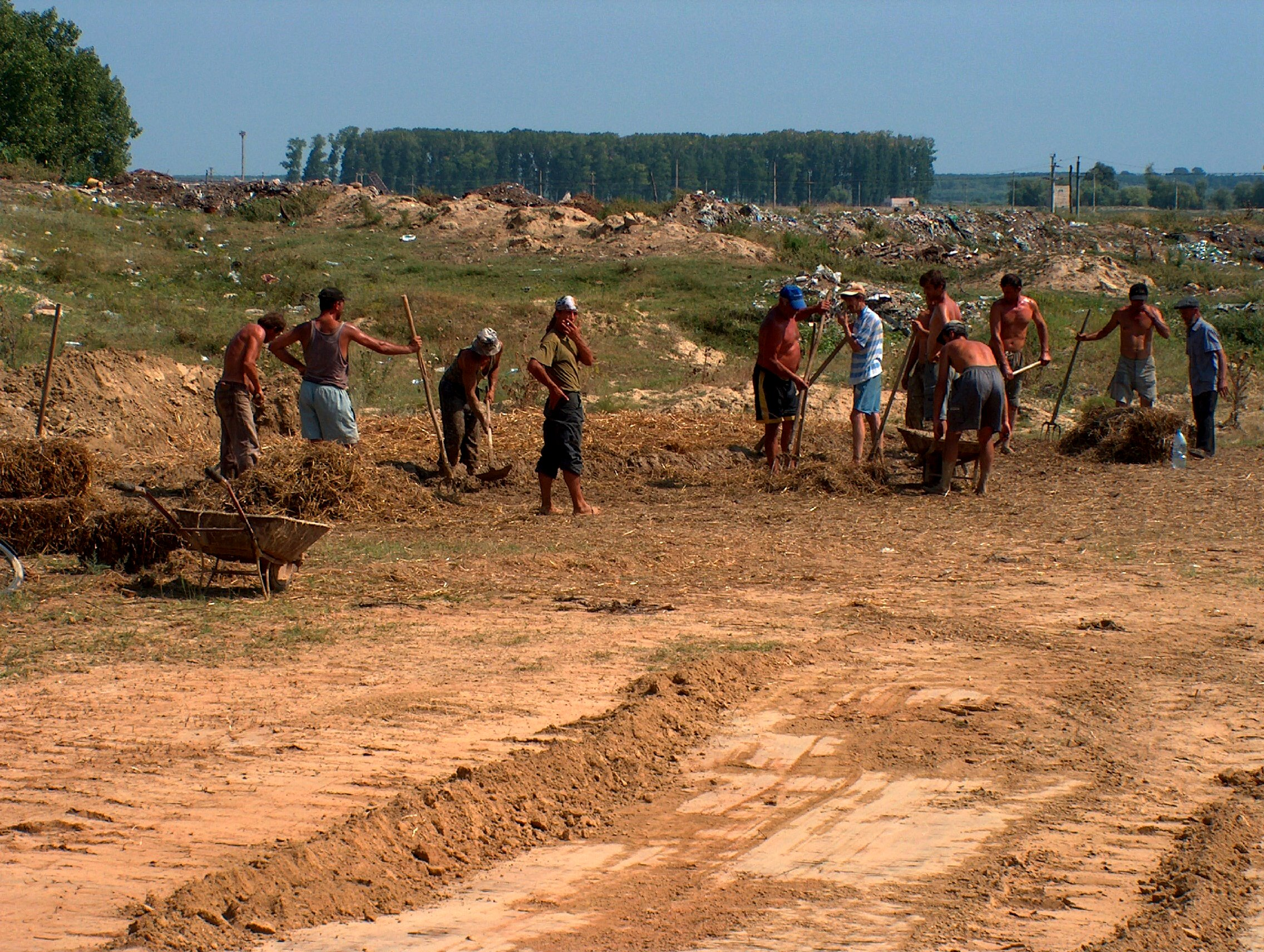
Vepřovice se dnes stále používají
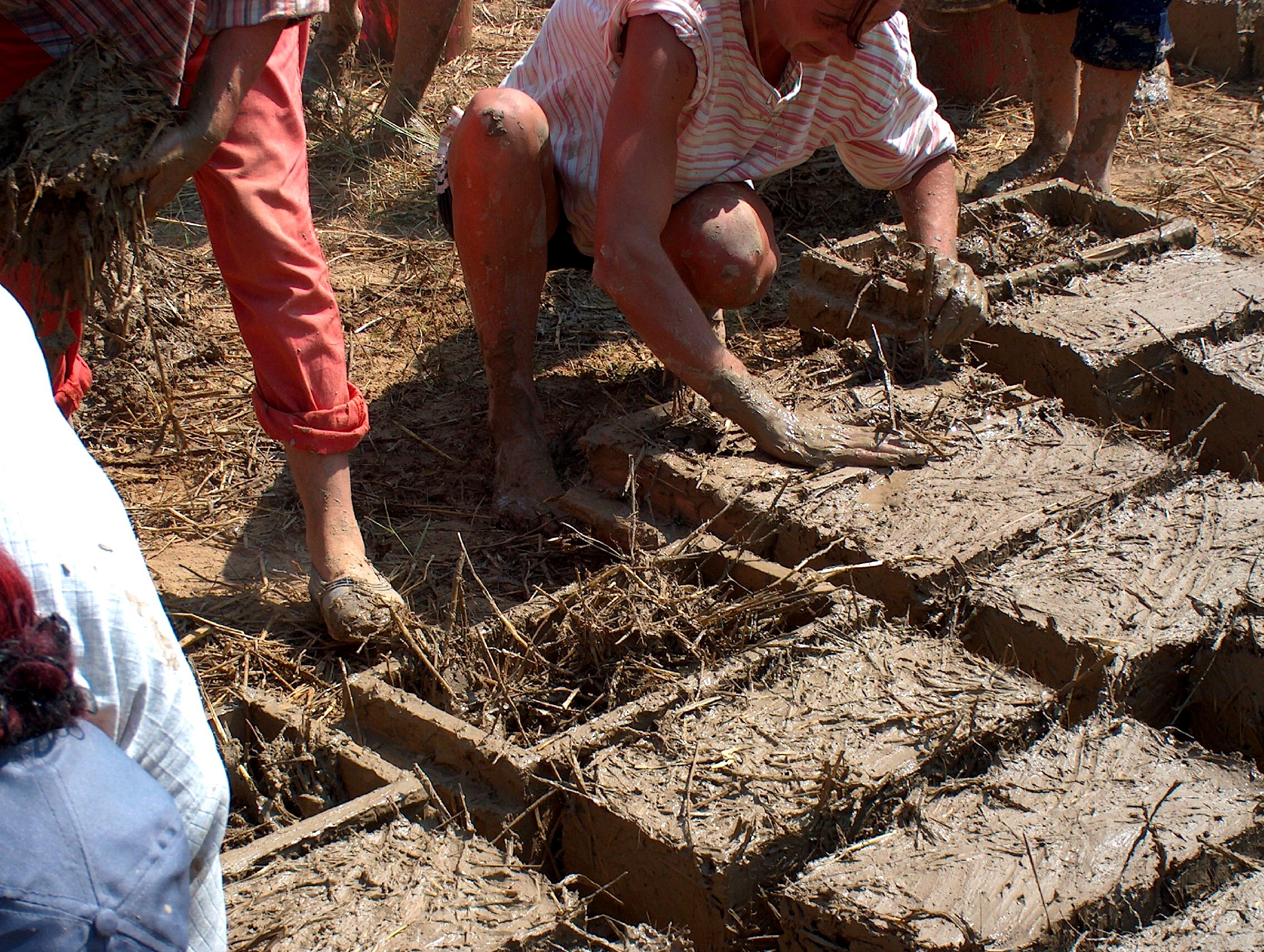
Míchání bláta a slámy v rámech na brikety
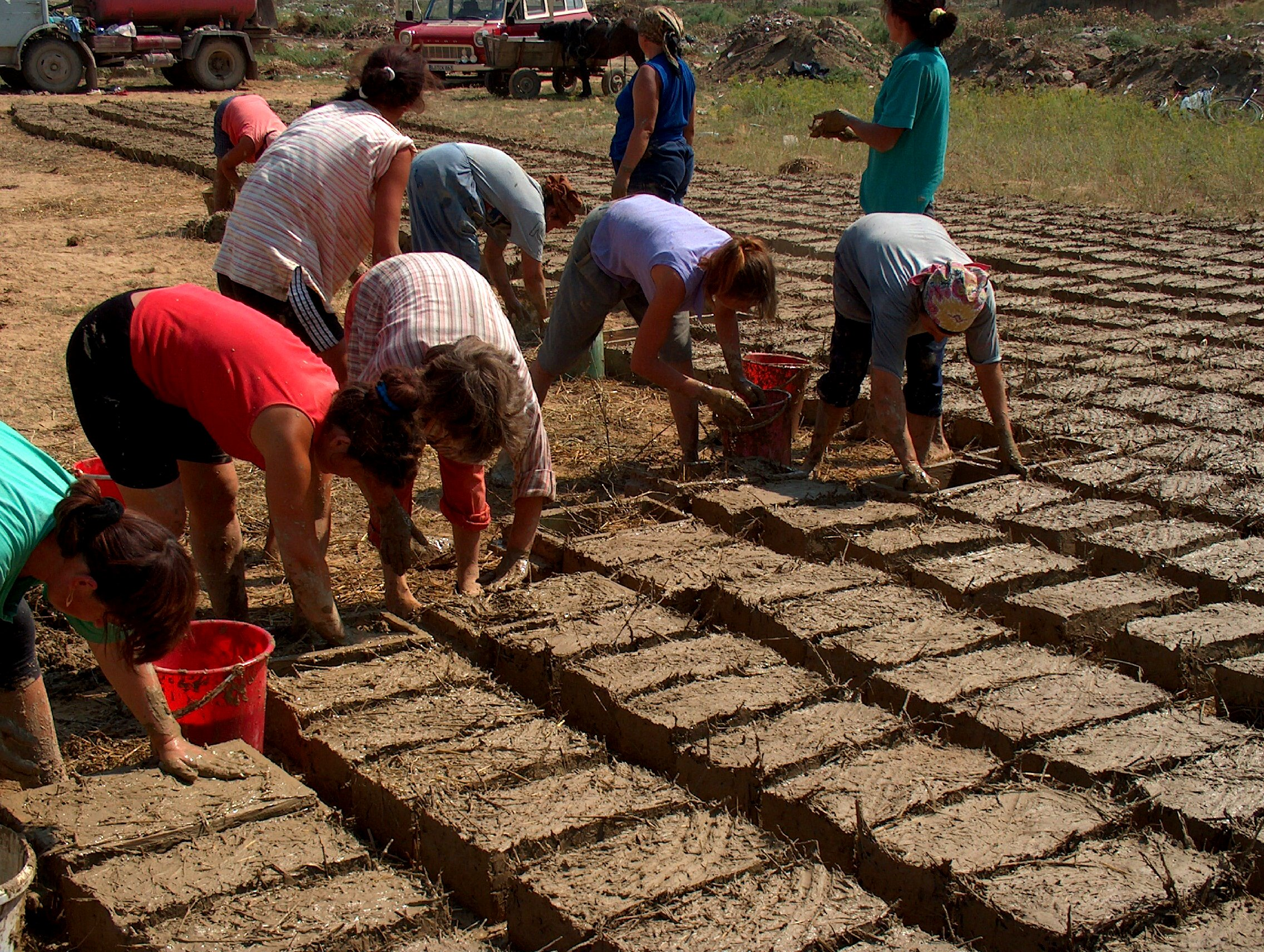
Práce komunity
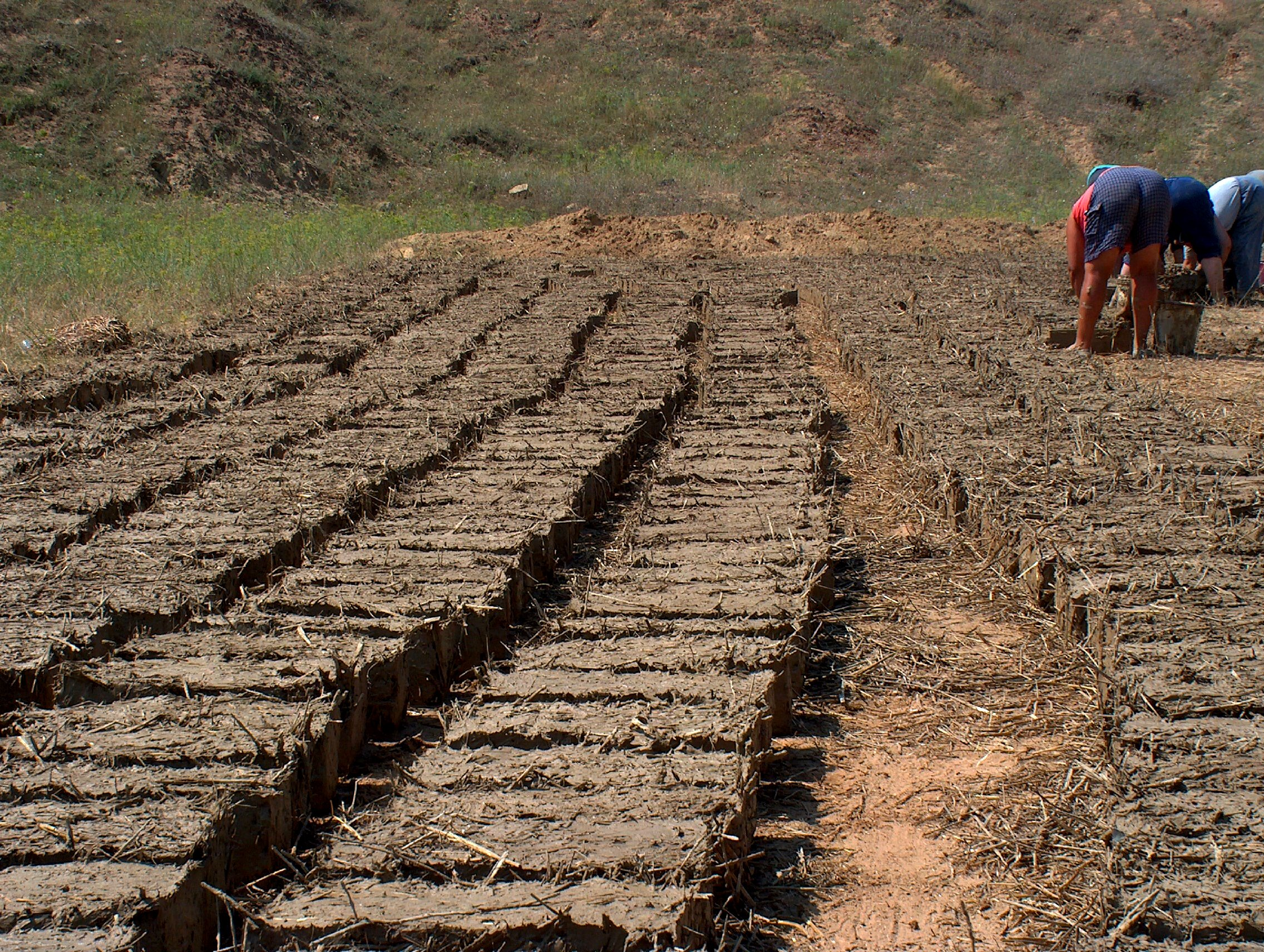
Odstranění rámů a vysušení